# WrestleMania I
WrestleMania (später bekannt als WrestleMania I) war die erste WrestleMania und die erste professionelle Wrestling-Pay-per-View-Veranstaltung (PPV), die von der World Wrestling Federation (WWF, jetzt WWE) produziert wurde. Sie fand am 31. März 1985 im Madison Square Garden in New York City statt. Die Veranstaltung wurde von über einer Million Zuschauern im Closed-Circuit-Fernsehen gesehen und war damit die größte Pay-per-View-Show eines Wrestling-Events im Closed-Circuit-Fernsehen in den Vereinigten Staaten zu dieser Zeit.

## Hintergrund
Die Show bestand aus neun professionellen Wrestlingkämpfen. Diese resultieren aus geskripteten Storylines, in denen Wrestler Bösewichte, Helden oder wechselnde Charaktere darstellten, die Spannung aufbauten und in einem Wrestling-Match oder einer Reihe von Matches gipfelten, deren Ergebnisse von den Autoren des WWF vorgegeben wurden.
WWF-Ringsprecher Gene Okerlund sang die Nationalhymne. Gorilla Monsoon und Jesse Ventura traten als Kommentar auf. Okerlund führte auch Backstage-Interviews und Alfred Hayes führte Interviews in der Nähe des Eingangs zum Umkleideraum direkt vor dem Ring. Howard Finkel war der Ringansager. Das Eröffnungslied der Veranstaltung war der Instrumentalteil des Hits „Easy Lover“ von Phil Collins und Philip Bailey, während das Schlusslied „Axel F“ von Harold Faltermeyer war.
Zu den prominenten Gästen gehörten der ehemalige Schwergewichts-Boxchampion Muhammad Ali als Schiedsrichter, der Baseballspieler/Manager Billy Martin als Ringsprecher und der Musiker Liberace als Zeitnehmer.

## Ergebnisse
| Matchart                                        |                                                      |      |                                                                    | Zeit                                               |
| ----------------------------------------------- | ---------------------------------------------------- | ---- | ------------------------------------------------------------------ | -------------------------------------------------- |
| Singles Match                                   | Tito Santana                                         | bes. | The Executioner                                                    | 4:49                                               |
| Singles Match                                   | King Kong Bundy (mit Jimmy Hart)                     | bes. | Special Delivery Jones                                             | 0:25                                               |
| Singles Match                                   | Ricky Steamboat                                      | bes. | Matt Borne                                                         | 4:39                                               |
| Singles Match                                   | David Sammartino (mit Bruno Sammartino)              | vs.  | Brutus Beefcake (mit Jonny Valiant)                                | Endete nach 11:43 in einer Double-Disqualifikation |
| WWF Intercontinental Championship Titelmatch    | The Junkyard Dog                                     | bes. | Greg Valentine (c) (mit Jimmy Hart)                                | 6:55 – Sieg durch Countout                         |
| WWF Tag Team Championship Titelmatch            | Nikolai Volkoff und Iron Sheik (mit Freddie Blassie) | bes. | U.S. Express (Mike Rotundo und Barry Windham) (c) (mit Lou Albano) | 6:55 – Titelwechsel                                |
| Andre's Career vs. 15.000 Dollar Bodyslam Match | Andre the Giant                                      | bes. | Big John Studd (mit Bobby Heenan)                                  | 5:53                                               |
| WWF Womens Championship Titelmatch              | Wendi Richter (mit Cindy Lauper)                     | bes. | Leilani Kai (c) (mit The Fabulous Moolah)                          | 6:14 – Titelwechsel                                |
| Tag Team Match (Gast Referee: Muhammad Ali)     | Hulk Hogan und Mr. T (mit Jimmy Snuka)               | bes. | Roddy Piper und Paul Orndorff (mit Bob Orton)                      | 13:34                                              |

## Notizen
1. ↑  Big John Studd wettete, dass es André nicht schaffen würde, ihn zu slammen. Sollte er es doch schaffen, würde André 15.000 Dollar erhalten. Andernfalls müsste André seine Karriere beenden.